# Sargnagel – Der Film
Sargnagel – Der Film (Arbeitstitel: Sargnagel) ist ein österreichischer Spielfilm von Gerhard Ertl und Sabine Hiebler aus dem Jahr 2021 mit Stefanie Sargnagel, Hilde Dalik und Michael Ostrowski.

## Handlung
Nachdem das Buch Fitness von Stefanie Sargnagel verfilmt werden soll, stellt die Filmförderung dafür als Bedingung, dass die Autorin sich selbst spielen soll. Neben ihr haben verschiedene weitere Akteure der Wiener Kulturlandschaft einen Cameo-Auftritt. Mittels Satire soll der österreichische Kulturbetrieb und seine Mechanismen seziert werden.

## Produktion und Hintergrund

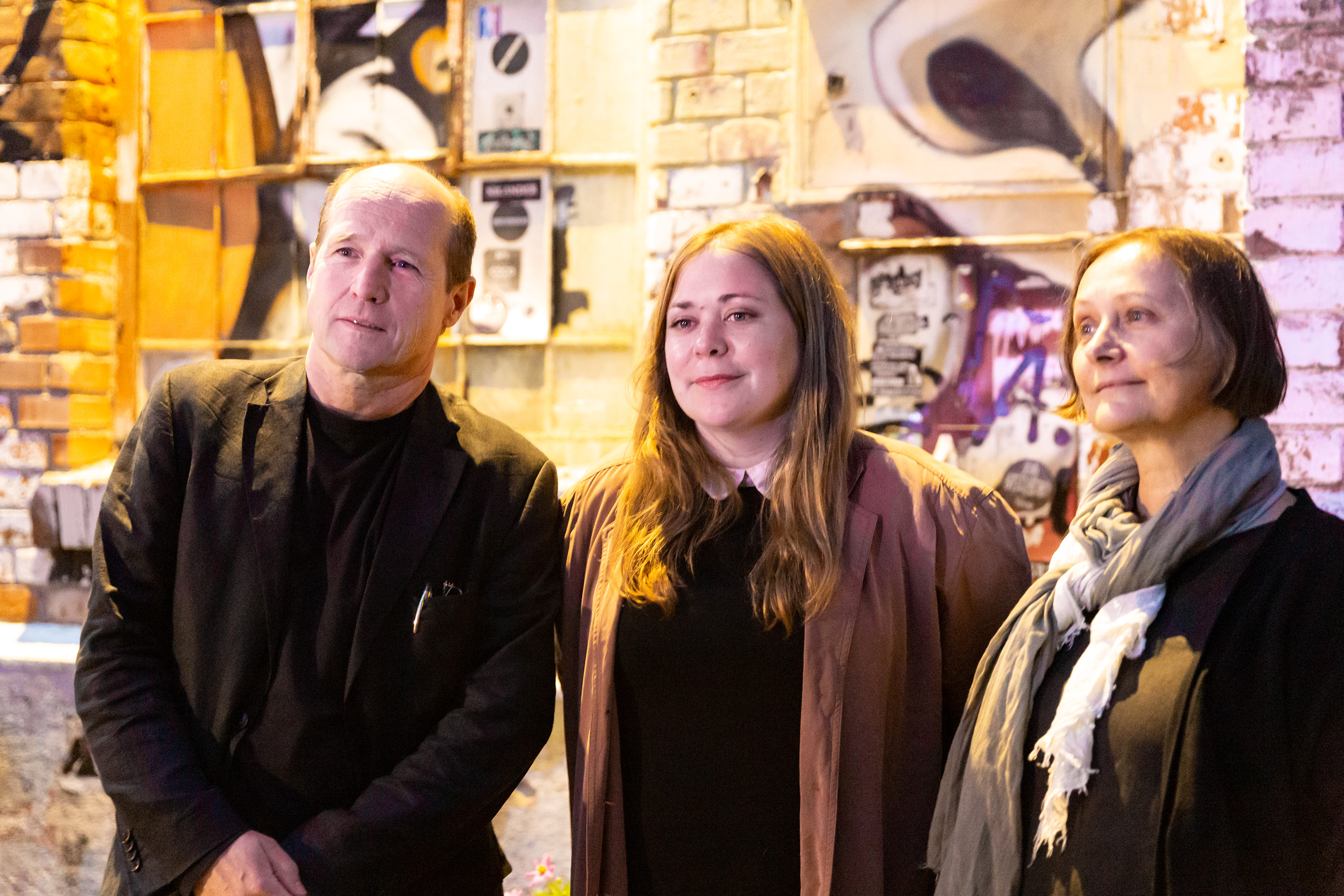
Gerhard Ertl, Stefanie Sargnagel und Sabine Hiebler

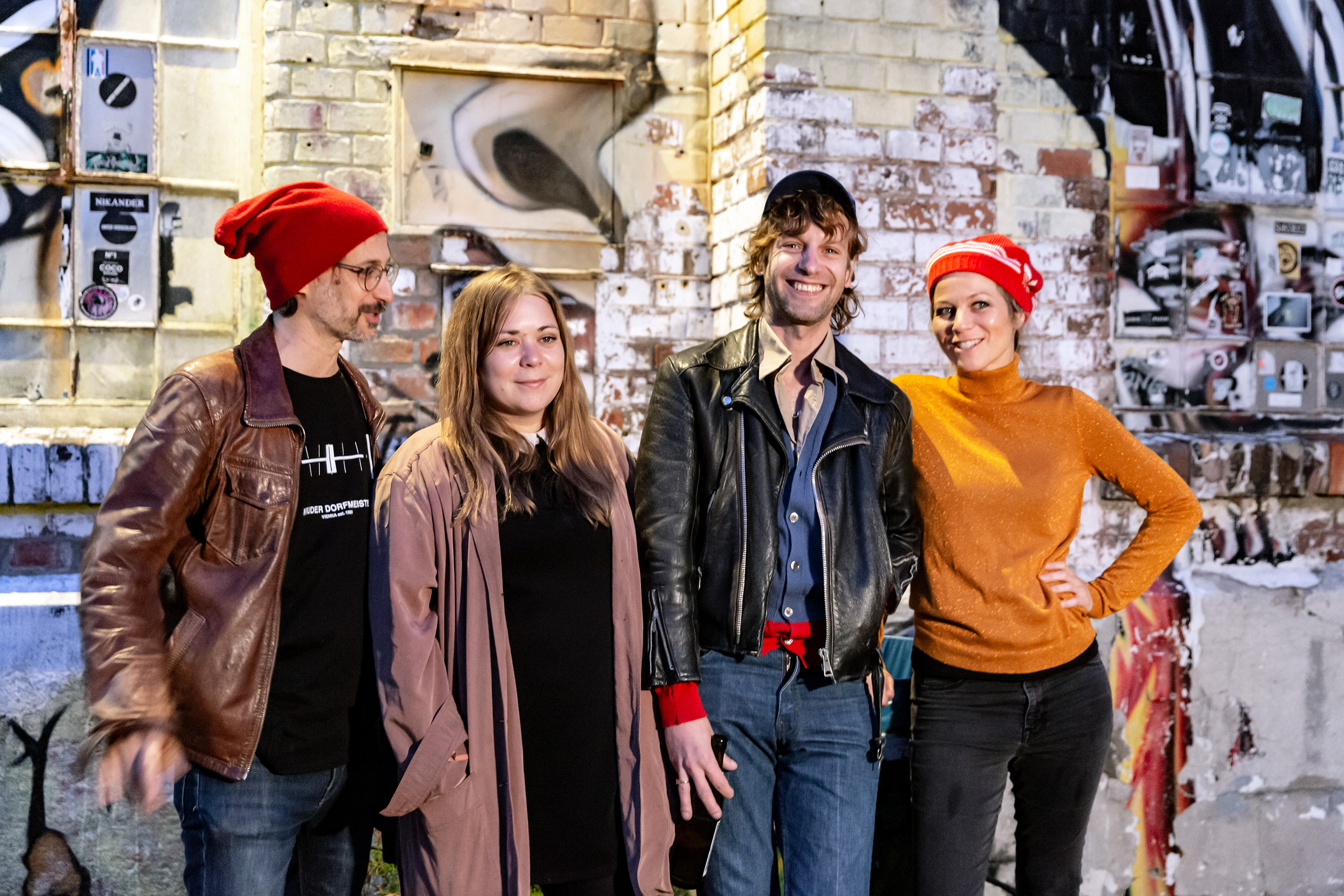
Michael Ostrowski, Sargnagel, Voodoo Jürgens und Hilde Dalik

Die Dreharbeiten fanden von August bis Oktober 2020 in Wien und Niederösterreich statt. Unterstützt wurde der Film vom Österreichischen Filminstitut, vom Filmfonds Wien, von Filmstandort Austria und vom Land Niederösterreich, beteiligt war der Österreichische Rundfunk.
Produziert wurde der Film von der österreichischen Golden Girls Filmproduktion (Produzent Arash T. Riahi) sowie der Hiebler Ertl Film (Produzenten Sabine Hiebler und Gerhard Ertl). Die Kamera führten Anna Hawliczek und Carolina Steinbrecher. Für den Ton zeichnete Benedikt Palier verantwortlich, für das Kostümbild Anita Stoisits und für das Szenenbild Renate Martin und Andreas Donhauser.

## Veröffentlichung
Premiere der Mockumentary war am 9. Juni 2021 auf der Diagonale in Graz, wo der Film im Wettbewerb Spielfilm gezeigt wurde.
Am 20. August 2021 kam der Film in die österreichischen Kinos. Am 1. Juni 2021 wurde der Film als Preview im Wiener Votivkino aufgeführt. Im Oktober 2021 wurde der Film bei den Hofer Filmtagen gezeigt.
Im Rahmen der Edition österreichischer Film von Hoanzl und dem Standard wurde der Film 2023 auf DVD veröffentlicht. Die Erstausstrahlung im ORF war ursprünglich für den 10. Juni 2025 vorgesehen und wurde aufgrund des Amoklaufs in Graz 2025 verschoben.

## Rezeption
Nina Oberbucher beschreibt den Film im Kurier als "eine unterhaltsame Mockumentary mit und über Stefanie Sargnagel".
Ebenfalls positive Kritik kam von der Wiener Zeitung, die den Film mit "Wiener Schmäh mit Hirn" beschreiben. Die Salzburger Nachrichten bezeichnen den Film als "Ein überladenes, etwas albernes, hochvergnügliches und liebevolles Portrait der Autorin".
Der Deutschlandfunk Kultur Podcast "Kompressor" beschreibt die Dokumödie als "eine liebevolle Würdigung der Wiener Subkulturen".
Stefan Grissemann meinte im Nachrichtenmagazin profil, dass der Film, bei aller Heiterkeit, hinter der Komplexität seiner Titelheldin zurückbliebe. So erfahre man beispielsweise von Sargnagels politischer Kompromisslosigkeit erstaunlich wenig. Lieber würden Hiebler und Ertl in Bassena-Tristesse und Fantasy-Exkursen schwelgen. Sympathisch und ein wenig originell sei das alles zweifellos, schön anzusehen zudem, aber nicht besonders substanziell.
Ähnlich urteilte Joachim Leitner in der Tiroler Tageszeitung. Der Film, der vornehmlich Komödie sein wolle, sei sehr heiter, bisweilen durchaus originell, ziemlich komisch und von fast schon herausfordernder Harmlosigkeit. Die guten Pointen fielen eher nebenbei. Angriffe auf Sargnagel und verbale Widerlichkeiten aller Art spielten im Film eine ziemlich kleine Nebenrolle. Was schade sei, weil gerade Sargnagels Kompromisslosigkeit sich wie anderen gegenüber integraler Bestandteil ihrer Kunst sei. Die potenzielle Tragik sei gut versteckt, zumeist bliebe der Film im Rahmen des Vorhersehbaren.
Betina Petschauer dagegen befand in der Wiener Zeitung, dass der Film nicht ganz die durchgehend heitere Komödie sei, die man vielleicht erwarte. Dazu würde ein zu realistisches Bild der österreichischen Gesellschaft gezeichnet. Doch dafür habe der Film auch einige unerwartete berührende Momente, die einen nachdenklich schmunzelnd zurückließen. Zwischen den Zeilen und all den lässigen Sprüchen blitze hin und wieder eine verletzliche Seite der Sargnagel durch.
film.at schrieb, dass die Vermischung von Spieldoku und Spielfilm dazu führe, dass man sich immer wieder frage, ob die Protagonistin sich selbst, die Kunstfigur oder die ihr vom Drehbuch verordnete Variante spiele. Den Reiz des Films würden unter anderem die zahlreichen Cameo-Rollen prominenter Personen ausmachen. Stefanie Sargnagel habe diesen Film eigentlich nicht nötig. Der Mehrwert, der durch den Film entstünde, beschränke sich neben den guten Rollenbesetzungen auf etwas Klamauk und Wiener Lokalkolorit sowie eine Handlung, die mitunter ein bisschen herumstolpere.
Paul Kunz vergab auf filmpluskritik.com sechs von zehn Sternen und meinte, dass der Film für Fans des derben sargnagelesken Humors ohne Zweifel Pflichtprogramm sei. Auch wenn der Film der Substanz und dem Tiefgang der Kunstfigur Sargnagel nicht immer gerecht würde, biete er durchgängig gute Unterhaltung.

## Auszeichnungen und Nominierungen
Thomas-Pluch-Drehbuchpreis 2021

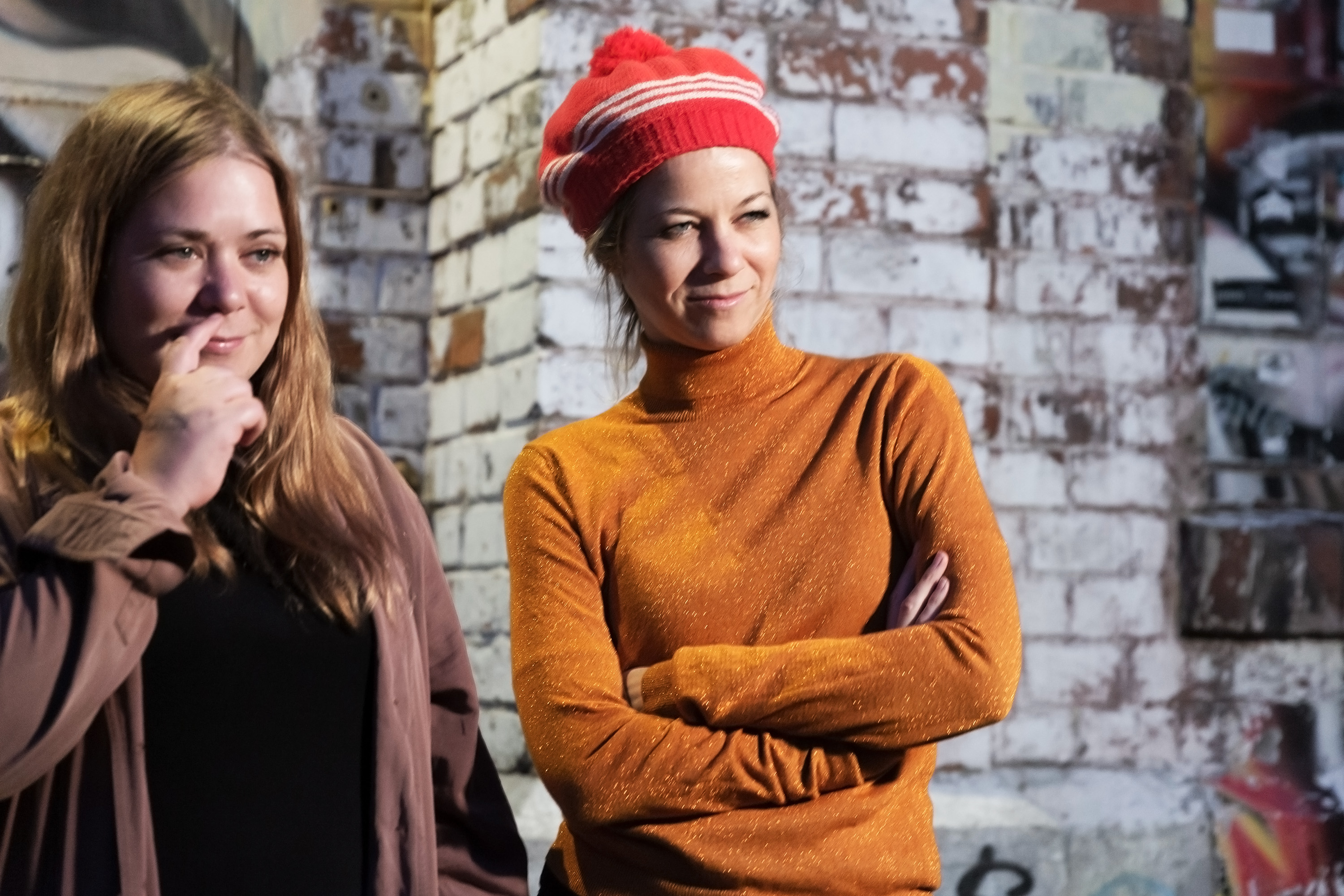
Sargnagel und Hilde Dalik

- Nominierung für Haupt- und Spezialpreis (Sabine Hiebler, Gerhard Ertl nach den Büchern Fitness und Statusmeldungen von Stefanie Sargnagel)

Diagonale 2021
- Auszeichnung in der Kategorie Bestes Szenenbild (Renate Martin und Andreas Donhauser)[19][20]
- Auszeichnung mit dem Schauspielpreis (Hilde Dalik)[21]

Österreichischer Filmpreis 2022
- Nominierung für die Beste Musik (Voodoo Jürgens und David Schweighart)